# Percy Jackson & the Olympians: The Lightning Thief
Percy Jackson & the Olympians: The Lightning Thief (bra: Percy Jackson e o Ladrão de Raios; prt: Percy Jackson e os Ladrões do Olimpo) é um filme de aventura e fantasia dirigido por Chris Columbus e produzido pela 20th Century Fox, tendo sua estreia ocorrida em 12 de fevereiro de 2010 nos Estados Unidos. O filme é baseado em The Lightning Thief - primeiro livro da série Percy Jackson & the Olympians, escrita por Rick Riordan - e é o primeiro filme da série de filmes baseada na série literária.
Em uma aventura épica, Logan Lerman estrela como Percy Jackson, um garoto de 12 anos que descobre ser um semideus filho de Poseidon. Alexandra Daddario interpreta Annabeth Chase, uma semideusa filha de Atena, que ajudará Percy em sua missão. Brandon T. Jackson vive Grover Underwood, um sátiro que deve proteger Percy, e ajudá-lo a provar diante do Conselho dos Olimpianos que não é o Ladrão de Raios.
As críticas do filme foram medianas. O orçamento de produção e divulgação do filme foi de US$ 135 milhões e os ganhos de bilheteria mundial alcançaram mais de 227 milhões de dólares, sendo destes, US$ 88,7 milhões na América do Norte e R$ 16,0 milhões no Brasil (onde o filme vendeu mais de 2 milhões de ingressos).

## Diferenças entre o filme e o livro

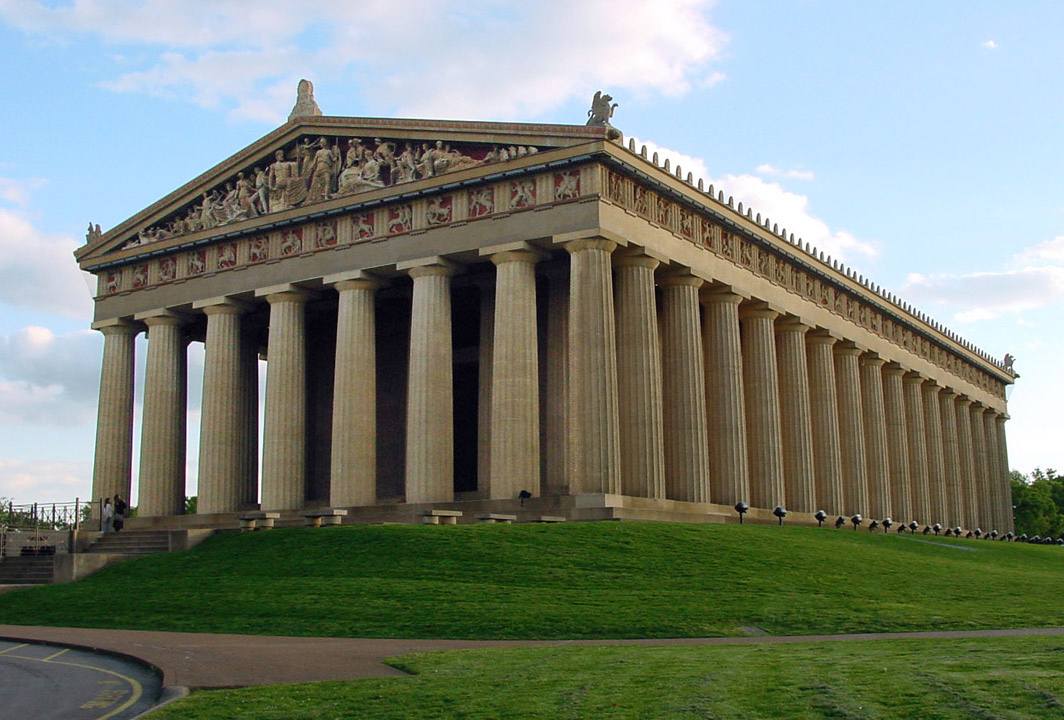
A réplica do Partenon, em Nashville, Tennessee, foi utilizada durante cenas do filme.

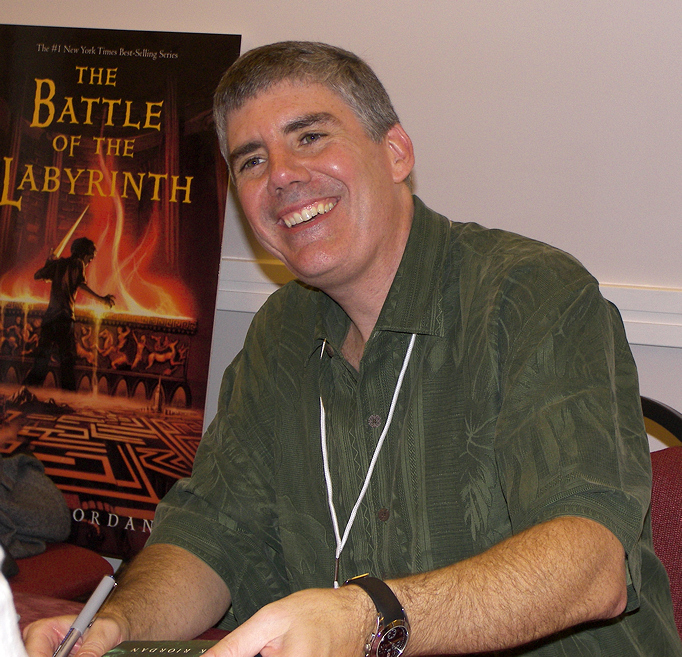
Rick Riordan, o autor de The Lightning Thief.

A história do filme foi adaptada do livro The Lightning Thief, de Rick Riordan, que foi publicado originalmente em 2005 pela editora estadunidense Miramax Books, sendo o primeiro livro da série Percy Jackson & the Olympians. O livro foi adaptado por Craig Titley.
Existem várias diferenças fundamentais entre o filme e o material original. Por exemplo, o livro apresenta os semideuses principais, tendo doze anos cada, sendo que no filme, eles têm dezesseis. No filme, os principais vilões são Luke e Hades, ao contrário do livro, que apresenta Cronos (que não é sequer citado no filme) como o grande antagonista. Outra divergência entre a adaptação e o livro é que Annabeth Chase, no filme, é morena e possui olhos azuis, sendo que no livro, ela é loira e possui olhos cinzentos, assim como sua mãe, a deusa Atena. Além disso, no livro, Annabeth é apaixonada por Luke, e somente posteriormente, ela começa a se interessar por Percy (o que fica implícito no livro e explícito no filme). Estas duas últimas diferenças, foram as que mais degradaram os fãs da série literária, que no geral, desaprovaram a adaptação dirigida por Chris Columbus.
Alguns personagens importantes do livro não foram incluídos na adaptação cinematográfica, como Thalia, filha de Zeus, que não é mencionada em nenhum momento no filme (a cena em que isto acontece foi cortada). Isto também acontece com o deus Pã, o qual é procurado por todos os sátiros no livro, o deus Ares, que é um dos personagens principais do livro, tendo inclusive, uma cena em que tem uma luta com Percy Jackson, Clarisse La Rue, que é uma semideusa rival de Percy e uma das antagonistas do livro, e Cronos, que é o antagonista principal do livro, onde é dito que ele está destinado a ressurgir e destruir todos os olimpianos. Além desses importantes personagens que não foram ingressados no filme, foi retirado o Diretor do Acampamento Meio-Sangue, Dionísio - deus do vinho - que foi mandado para o local após flertar com uma Ninfa e terá que cumprir um século de trabalho, ajudando a manter o Acampamento em segurança.
O filme também retirou a famosa frase "você baba enquanto dorme".
No filme, logo no início, um mortal vê Poseidon saindo do mar e tomando a forma humana. No livro, porém, os mortais não podem ver criaturas mágicas e deuses, devido a Névoa, uma força sobrenatural que distorce a visão mortal.
No filme, Hades aparece no acampamento em sua forma divina, com Percy e os outros presentes vendo-o. No livro, quando alguém (mesmo os semideuses) vê um deus em sua forma divina, morre devido ao poder e energia da forma divina.
No filme, o objetivo de Luke era que o raio-mestre de Zeus fosse entregue ao deus Hades. No livro, ao invés disso, Luke tentou entregá-lo ao titã Cronos, mas o item é roubado por Ares. Além disso, no livro, não só o raio, mas também o elmo de Hades é roubado.
No filme, aparentemente, cada campista tem seu chalé. No livro, os campistas ocupam chalés que representam seus progenitores divinos, ou seja, eles não são privados.
No filme, pode-se entender que Quíron é o diretor do acampamento. No livro, este cargo é ocupado por Dionísio, o deus do vinho, e Quíron é apenas o diretor de atividades do acampamento.
No filme, Percy deve encontrar as três Pérolas de Perséfone. No livro, ele ganha a missão de ir ao Mundo Inferior apenas para descobrir se Hades estava com o raio-mestre de Zeus.
No filme, Percy luta com Luke antes de ir ao Olimpo. No livro, ele luta com Ares, deus da guerra e com Luke (após ele voltar ao acampamento).
No filme, as pérolas se encontram em três lugares e fazem parte da missão de Percy. No livro, elas são entregues a Percy por uma serva de Poseidon em uma praia perto de Hollywood e além disso, elas os levam sempre de volta para o mar, ao contrário do que ocorre no filme, onde as pérolas os levam para qualquer lugar.
No filme, Percy chega ao acampamento e imediatamente descobre que é filho de Poseidon, o deus dos mares. Porém, no livro, ele fica no chalé de Hermes até que seu pai lhe desse um sinal de que é seu pai.
No filme, Grover usa muletas e possui um cavanhaque espesso. No livro, ele não usa muletas, usando apenas calças e a névoa para disfarçar suas pernas de sátiro e é descrito como tendo barbas ralas.
No filme, Percy e seus amigos fogem do acampamento. No livro, eles são designados para a missão.
No filme, Luke tem vários aparelhos eletrônicos no chalé de Hermes, e durante a missão, Annabeth fala com Luke através de uma webcam em seu notebook. Já nos livros, é dito que semideuses não usam nada relacionado à tecnologia pois os monstros podem rastreá-los dessa maneira.
No filme, no jogo de Captura da Bandeira, Percy luta contra Annabeth. No livro, ele luta contra Clarisse La Rue, e fica ao lado de Annabeth no jogo.
No filme, Percy deixa Grover para trás no Mundo Inferior, e ele é tirado de lá por Zeus como recompensa pelos heróis terem recuperado seu símbolo de poder. No livro, ao invés de Grover, Percy deixa sua mãe para trás e Hades a leva de volta à superfície como recompensa por Percy ter recuperado seu Elmo.
No filme, Percy e seus amigos não encontram nenhum deus no caminho para o Mundo Inferior. No livro, eles encontram Ares, que manipulado pelo titã Cronos, colocou o raio de Zeus dentro da mochila de Percy, para que este, fosse acusado de ser o Ladrão de Raios.
No filme, Percy, Annabeth e Grover simplesmente entram no Castelo de Hades. No livro, Perséfone não aparece e eles são atacados por um exército de mortos e três Fúrias antes de entrarem.
No filme, Percy enfrenta a Hidra. Porém, nos livros, este confronto só ocorre em O Mar de Monstros.
No filme, as cenas em que Percy enfrenta Procrusto, Equidna, Quimera e as três Fúrias em um ônibus, não aparecem.
No filme, a entrada do Mundo Inferior fica na placa de Hollywood. No livro, fica em um estúdio de gravação. Além disso, no livro, o Mundo Inferior possui fantasmas, e é guardado por Cérbero.
No filme, Percy usa os tênis dados a ele por Luke. No livro, os tênis são amaldiçoados e quando ele os dá para Grover, este é arrastado direto aos abismos do Tártaro. Além dos tênis, no filme Luke também dá um escudo a Percy (o que não ocorre no livro).
No filme, Zeus criou uma lei que impede os semideuses de terem contato com seus parentes divinos. No livro, Zeus, junto a Hades e Poseidon, cria uma lei que proíbe os três deuses de terem filhos com mortais, por seus filhos serem muito poderosos. Poseidon e Zeus quebram o juramento, o que resulta no nascimento de Percy e Thalia.
No filme, Percy é ferido na luta contra o Minotauro e Grover o leva ao acampamento. No livro, Grover é ferido e é Percy quem o carrega para o acampamento, onde acaba desmaiando.
No filme, Percy enfrenta Luke antes de ir ao Olimpo. No livro, o confronto só ocorre após o encontro com os deuses, e neste confronto, Percy é envenenado por um escorpião do Tártaro, trazido por Luke, que foge.
No filme, eles descobrem o caminho para o Mundo Inferior pelo mapa das Pérolas de Perséfone. No livro, eles descobrem o caminho pelo endereço de uma entrega da Medusa para Hades.
No filme, Annabeth e Percy vão ao Olimpo, entregar o raio a Zeus. No livro apenas Percy vai.
No filme, todos os deuses se encontram no  Monte Olimpo quando Percy vai devolver o raio. No livro,apenas Zeus e Poseidon estão lá.
No filme, há uma passagem secreta para o elevador que leva ao Olimpo. No livro, ele chega ao Olimpo pelo elevador do prédio.
No livro, Percy e sua mãe são considerados desaparecidos após os acontecimentos com o Minotauro e o rapto de sua mãe, a polícia e a mídia divulgam suas imagens pelo país e algumas vezes, Percy é reconhecido, fazendo com que ele passe a ser considerado um adolescente delinquente, já que havia sido reconhecido em momentos de explosões e destruição de patrimônio. Tudo se resolve quando ambos reaparecem justificando suas ausências. Tal fato não é mostrado nos filmes.

## Elenco
| Ator/Atriz           | Personagem | Filho de |
| -------------------- | --- | --- |
| Logan Lerman         | Percy Jackson | Posídon, deus dos mares, e Sally Jackson. |
| Alexandra Daddario   | Annabeth Chase | Atena, deusa da sabedoria, das artes, da inteligência, da guerra e da justiça.                                                                           |
| Brandon T. Jackson   | Grover Underwood | - |
| Jake Abel            | Luke Castellan | Hermes, deus mensageiro, dos pesos e medidas, dos pastores, dos oradores, dos poetas, do atletismo, do comércio, das estradas e viagens e das invenções. |
| Leven Rambin         | Clarisse La Rue | Ares, deus da guerra. |
| Uma Thurman          | Medusa, transformava quem quer que olhasse diretamente para ela era transformado em pedra.                                                               | - |
| Pierce Brosnan       | Mr. Brunner/ Quíron, um centauro, considerado superior por seus próprios pares.                                                                          | - |
| Kevin McKidd         | Posídon, deus dos mares. | Cronos (deus do tempo) e Reia (deusa da fertilidade). |
| Sean Bean            | Zeus, senhor dos Céus e Deus Supremo da mitologia Grega                                                                                                  | Cronos (deus do tempo) e Reia (deusa da fertilidade). |
| Steve Coogan         | Hades, deus grego do submundo, do reino dos mortos. | Cronos (deus do tempo) e Reia (deusa da fertilidade). |
| Catherine Keener     | Sally Jackson | - |
| Joe Pantoliano       | Gabe Ugliano | - |
| Rosario Dawson       | Perséfone, deusa das ervas, flores, frutos e perfumes, esposa de Hades.                                                                                  | Zeus com sua irmã Deméter. |
| María Olsen          | Sr. Dodds/ Alecto/ Fúria que serve Hades. | - |
| Melina Kanakaredes   | Atena, deusa da sabedoria, das artes, da inteligência, da guerra e da justiça.                                                                           | Zeus e Métis |
| Julian Richings      | Caronte, o barqueiro de Hades, que carrega as almas dos recém-mortos sobre as águas do rio Estige.                                                       | - |
| Stefanie von Pfetten | Deméter, deusa da colheita e da agricultura. | Cronos (deus do tempo) e Reia (deusa da fertilidade). |
| Dimitri Lekkos       | Apolo, deus das artes, da música, da profecia, da verdade, da poesia, da harmonia, da perfeição, da cura e do Sol.                                       | Filho de Zeus e Leto (Deusa do Anoitecer). |
| Ona Grauer           | Ártemis, deusa da caça, da Lua, da castidade, do parto e dos animais selvagens. Irmã gêmea de Apolo.                                                     | Filho de Zeus e Leto (Deusa do Anoitecer). |
| Luke Camilleri       | Dioniso, deus do vinho, natureza, da fecundidade, da alegria e do teatro.                                                                                | Zeus e Sêmele. |
| Conrad Coates        | Hefesto, deus da tecnologia, dos ferreiros, artesãos, escultores, metais, metalurgia, fogo e dos vulcões.                                                | Zeus e Hera. |
| Serinda Swan         | Afrodite, deusa do amor, da beleza e do sexo. | Zeus e Dione. |
| Ray Winstone         | Ares, deus da guerra. | Zeus e Hera. |
| Dylan Neal           | Hermes, deus mensageiro, dos pesos e medidas, dos pastores, dos oradores, dos poetas, do atletismo, do comércio, das estradas e viagens e das invenções. | Zeus e Maia. |
| Erica Cerra          | Hera, deusa das bodas, da maternidade, e das esposas. Irmã e esposa de Zeus.                                                                             | Cronos (deus do tempo) e Reia (deusa da fertilidade). |

## Produção
A 20th Century Fox adquiriu os direitos para adaptações cinematográficas da série literária em junho de 2004. Em abril de 2007, Chris Columbus foi contratado para ser o diretor do projeto, e as filmagens se iniciaram em abril de 2009, em Vancouver, no Canadá. Estas, foram finalizadas em 25 de julho de 2009.
Em entrevista ao site estadunidense RollCredits, Columbus afirmou que o elenco do filme foi escolhido especificamente, pensando nas sequências, já que muitos dos personagens possuem papéis pequenos nesse filme, mas devem crescer nos próximos da série.
Segundo o BoxOffice.com, orçamento total do filme foi de US$ 135 milhões, sendo destes, US$ 95 milhões para produção e US$ 40 milhões para distribuição e divulgação.

## Recepção

### Bilheteria
Nos Estados Unidos, o filme estreou em aproximadamente 4.200 salas de cinema, e obteve a segunda maior bilheteria de seu final de semana de estreia, arrecadando US$ 38,8 milhões, atrás apenas de Valentine's Day. No final de semana seguinte, caiu para a posição #4, com uma arrecadação de US$ 15,3 milhões. No total, nos cinemas norte-americanos, Percy Jackson arrecadou US$ 89,8 milhões.
No Brasil, estreou com a maior bilheteria do final de semana, atraindo cerca de 264 mil espectadores e arrecadando R$ 2,4 milhões.No país, o filme obteve, no total, R$ 16 milhões de arrecadação e 2 milhões de espectadores, sendo o 16º filme mais assistido dos cinemas brasileiros em 2010. Nos cinemas de Portugal e de Angola, Percy Jackson e os Ladrões do Olimpo acumulou US$ 415 mil.
No total, em todo o mundo, Percy Jackson & The Olympians: The Lightning Thief arrecadou US$ 227,2 milhões, sendo a trigésima segunda maior bilheteria do ano de 2010.

### Recepção da crítica
Percy Jackson & the Olympians: The Lightning Thief recebeu críticas mistas. O filme detém uma classificação de 49% no Rotten Tomatoes baseada em 141 comentários, com uma pontuação média de 5.3 em 10 (). Segundo o site, o consenso é que "embora pareça ser apenas outra imitação de Harry Potter, Percy Jackson tem como vantagem um grande elenco de apoio, um enredo dinâmico e bastante diversão com a mitologia grega". No Metacritic, que atribui uma pontuação de no máximo 100 para cada filme baseada em críticos de cinema, o filme possui uma pontuação de 47 em 100 () (com críticas geralmente negativas para o filme) baseada em 31 críticas.
Kenneth Turan, do Los Angeles Times, descreveu o filme como "produto padrão de Hollywood [...] sem inovações e desinteressante". No Hollywood Reporter, Ethan Alter elogiou a escolha do elenco do filme, chamando Logan Lerman de "talentoso", mas afirmou que "Percy Jackson, no fim de contas, não tem as qualidades para se tornar o próximo Harry Potter. No New York Daily News, Elizabeth Weitzman deu ao filme 3 estrelas (), chamando-o de "adaptação energética", e afirmando que "os jovens são encantadores, suas aventuras tem ritmo acelerado e os efeitos são devidamente altos e explosivos". Adam Markovitz, do Entertainment Weekly deu a O Ladrão de Raios uma nota "C+", enquanto Lou Lumenick escreveu no New York Post que o filme está "sempre no risco de se afogar em um oceano de efeitos não-tão-especiais", dando uma nota de 2 em 4 () No Washington Post, Michael O'Sullivan disse que "Alexandra Daddario não se encaixou bem no papel de Annabeth" e que "o Percy interpretado por Logan Lerman é um garoto com um bom cabelo, mas sem vida interior compreensível", concluindo que "apenas Brandon T. Jackson consegue passar bem uma impressão de Grover". O crítico também citou a falta de personagens importantes no livro, como Ares e sua filha semideusa Clarisse. Deu a nota 2/4 para o filme ().
No site brasileiro Omelete, Marcelo Hessel destacou que o filme mistura elementos modernos com os antigos, acreditando que "Chris Columbus está tentando fazer de Percy Jackson um substituto para a franquia do bruxo [Harry Potter] - e falar a língua de seu público-alvo é essencial, por mais que isso deturpe a mitologia". Ele concluiu que "o filme tem vários defeitos circunstanciais, mas a fraqueza principal está na dramaticidade frouxa da relação deuses/mortais". () Heitor Augusto escreveu no Cineclick que as sequências de aventuras foram "bem filmadas", e que "mesmo com um roteiro ultra-conservador, dividido em três atos (apresentação dos personagens, desenvolvimento e conclusão), além dos pontos de virada que dão nova vida à trama, Percy Jackson e o Ladrão de Raios tem ritmo, habilidade em envolver e efeitos especiais que despertam a fantasia" ().

### Recepção do público
O filme possui classificações médias e negativas do público em geral, obtidas através de votos feitos em sites especializados em cinema.
| Site                   | Classificação                |
| ---------------------- | ---------------------------- |
| Rotten Tomatoes        | 54/100 (240.000 opiniões) () |
| IMDb                   | 5,8/10 (85.000 opiniões) ()  |
| Metacritic             | 5,2/10 (203 opiniões) ()     |
| Média de classificação | 55/100 ()                    |

### Prêmios e nomeações
| Prêmio                  | Categoria               | Indicado(s)              | Resultado |
| ----------------------- | ----------------------- | ------------------------ | --------- |
| MTV Movie Awards 2010   | Ator Revelação          | Logan Lerman             | Nomeado   |
| MTV Movie Awards 2010   | Melhor Luta             | Logan Lerman e Jake Abel | Nomeados  |
| Teen Choice Awards 2010 | Melhor Luta             | Logan Lerman e Jake Abel | Nomeados  |
| Teen Choice Awards 2010 | Ator Revelação          | Logan Lerman             | Nomeado   |
| Teen Choice Awards 2010 | Atriz Revelação         | Alexandra Daddario       | Nomeada   |
| Teen Choice Awards 2010 | Melhor Atriz - Fantasia | Rosario Dawson           | Nomeada   |

## Trilha sonora
A trilha sonora do filme — Percy Jackson & the Olympians: The Lightning Thief (Original Motion Picture Soundtrack) — foi lançada em 9 de fevereiro de 2010, três dias antes da estreia do filme nos cinemas estadunidenses. Esta trilha foi composta por Christophe Beck (conhecido por Buffy the Vampire Slayer). No total, são 19 músicas para o filme.
Seis outras músicas ("Highway to Hell", da banda AC/DC, "I'll Pretend", de Dwight Yoakam, "A Little Less Conversation", de Elvis Presley, "Poker Face", de Lady Gaga, "Mama Told Me (Not to Come)", da banda Three Dog Night, e "Tik Tok", de Kesha), foram tocadas durante o filme mas não foram incluídas no álbum.
| N.º | Título                 | Duração |  |
| 1.  | "Prelude"              | 2:29    |  |
| 2.  | "The Minotaur"         | 5:09    |  |
| 3.  | "Chiron"               | 2:02    |  |
| 4.  | "Victory"              | 1:32    |  |
| 5.  | "The Fury"             | 2:16    |  |
| 6.  | "Dyslexia"             | 1:02    |  |
| 7.  | "The Hydra"            | 6:54    |  |
| 8.  | "Medusa"               | 2:43    |  |
| 9.  | "Son of Poseidon"      | 1:57    |  |
| 10. | "The Parthenon"        | 3:42    |  |
| 11. | "Hollywood"            | 2:32    |  |
| 12. | "Lost Souls"           | 2:35    |  |
| 13. | "Fighting Luke, Pt. 1" | 3:54    |  |
| 14. | "Fighting Luke, Pt. 2" | 2:47    |  |
| 15. | "Hades"                | 2:47    |  |
| 16. | "Mount Olympus"        | 1:27    |  |
| 17. | "Poseidon"             | 3:07    |  |
| 18. | "Homecoming"           | 3:06    |  |
| 19. | "End Credits"          | 7:12    |  |

## Sequência
A sequência de The Lightning Thief foi produzida pela 20th Century Fox e lançada em 7 de agosto de 2013. Para a sequela, foram mantidos o elenco principal (Logan Lerman, Alexandra Daddario, Brandon T. Jackson e Jake Abel) e Chris Columbus, o diretor do primeiro filme, será somente um dos produtores da sequência. A direção de Sea of Monsters é de Thor Freudenthal.